# Air North
Air North Charter and Training Ltd., che opera come Air North, Yukon's Airline, è una compagnia aerea canadese con sede a Whitehorse, Yukon. Opera voli di linea passeggeri e cargo in tutto lo Yukon, nonché tra lo Yukon e i Territori del Nord-Ovest, la Columbia Britannica, l'Alberta e l'Ontario. La compagnia aerea opera anche voli charter in tutto il Canada e l'Alaska. La compagnia fornisce anche servizi di assistenza a terra, servizi di trasporto carburante ad altre compagnie aeree in tutto lo Yukon. La sua base principale è l'aeroporto Internazionale Erik Nielsen Whitehorse.

## Storia

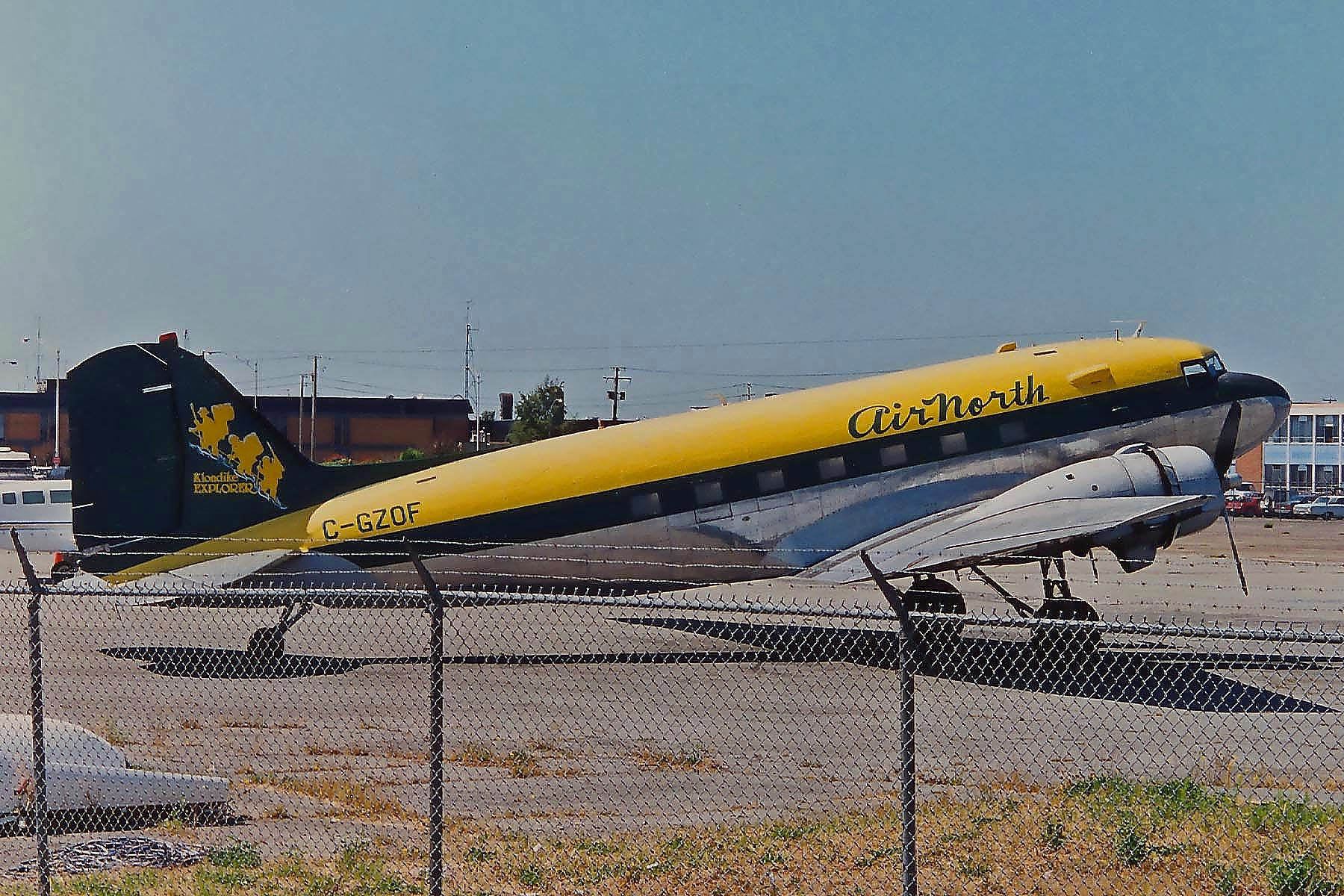
Uno dei vari Douglas DC-3 acquistati negli anni '80.

La compagnia aerea venne fondata da Joe Sparling e Tom Woodse e iniziò le operazioni charter nel febbraio 1977 con un singolo Cessna 206. Nel corso degli anni '80, Air North crebbe costantemente acquisendo molti altri aeromobili tra cui Douglas DC-3, un Douglas DC-4 e una varietà di Cessna, de Havilland e altri velivoli. Inoltre dal gennaio 1986 iniziò a offrire servizi di linea per passeggeri e merci. Negli anni novanta la flotta di velivoli a pistoni venne sostituita con velivoli turboelica più moderni e affidabili, e nel 2000 era composta da un Beechcraft Model 99 e tre Hawker Siddeley 748 Series 2A.
Anche la Vuntut Gwitchin First Nation di Old Crow iniziò a investire in Air North e con l'aiuto di questo investimento la compagnia riuscì ad acquisire una coppia di Boeing 737-200 nel 2002. Questi jet consentirono ad Air North di iniziare a competere con le principali compagnie aeree tra lo Yukon e Vancouver, Calgary ed Edmonton. Queste rotte ebbero successo e da allora anche Kelowna, Yellowknife, Ottawa e Victoria furono aggiunte alla rete. Da quando ha iniziato i servizi utilizzando i jet nel sud dello Yukon, il traffico passeggeri all'aeroporto Internazionale di Whitehorse è raddoppiato e nel 2014 quasi il 60% di quei passeggeri volava con Air North.
A partire dal 2010 è stato messo in atto un nuovo piano di espansione e ammodernamento della flotta, che è iniziato gli arrivi di un Boeing 737-400 di un 737-500 dotato di winglet. Nel 2012 sono stati acquisiti un quinto HS748 (in versione cargo) e un secondo 737-500. Il 2014 ha visto l'arrivo del terzo 737-500 con una livrea aggiornata, e un quarto 737-500 è stato messo in servizio nel 2016. Nella primavera del 2017 sono stati introdotti nella flotta gli ATR 42 e messi al lavoro sulle rotte settentrionali, portando la fine dell'ultimo servizio passeggeri di linea al mondo di un HS 748. Tuttavia, uno degli esemplari è ancora in servizio per operazioni charter e trasporto merci.
Con l'arrivo dei nuovi velivoli, i tre 737-200 e tre dei cinque HS 748 sono stati ritirati e alcuni dei quali sono ora parcheggiati dietro la base di manutenzione di Air North e utilizzati per pezzi di ricambio e addestramento del personale.
Dall'arrivo dei Boeing 737, la principale base Air North di Whitehorse si è costantemente ampliata. Ora include l'hangar originale che è utilizzato come magazzino merci e negozio di attrezzature a terra, un nuovo hangar per la manutenzione degli aeromobili, un edificio per le prenotazioni e l'amministrazione, un centro operativo, un catering interno e una cabina reparto servizi e una struttura di rifornimento. Air North gestisce anche basi secondarie a Vancouver, B.C., Edmonton, Alberta e Dawson City, Yukon.

## Identità aziendale

### Proprietà
Air North è di proprietà di Joseph Sparling (51%) (presidente, CEO e comandante sui Boeing 737 della compagnia) e della Vuntut Development Corporation (49%), un braccio della Vuntut Gwitchin First Nation. Air North è uno dei più grandi datori di lavoro del settore privato nello Yukon. Nel 2015, Air North aveva oltre 500 dipendenti e più di 1.200 azionisti di Classe C e D.

### Servizi
Al 2021 le operazioni principali della compagnia sono i voli di linea passeggeri e cargo tra Whitehorse e Vancouver, Kelowna, Victoria, Calgary, Edmonton, Yellowknife, Ottawa, Dawson City, Old Crow, Mayo e Inuvik. Air North effettua anche voli di trasporto di carburante per la comunità vicino a Old Crow, Yukon. Oltre alle rotte di linea, Air North è anche coinvolta in una varietà di servizi charter. I clienti includono operatori minerari, compagnie petrolifere, tour operator di navi da crociera, rifugi di pesca, squadre sportive e molti altri. Il resto delle entrate di Air North proviene dai servizi di assistenza a terra negli aeroporti di Whitehorse, Dawson City, Old Crow, Edmonton e Vancouver. Air North è attualmente il principale fornitore di servizi di carburante Jet-A a Whitehorse ed è anche il gestore di terra di Condor Airlines e WestJet Airlines a Whitehorse, nonché di American Airlines, United Airlines, Aeromexico e altri a Vancouver.

## Flotta

### Flotta attuale

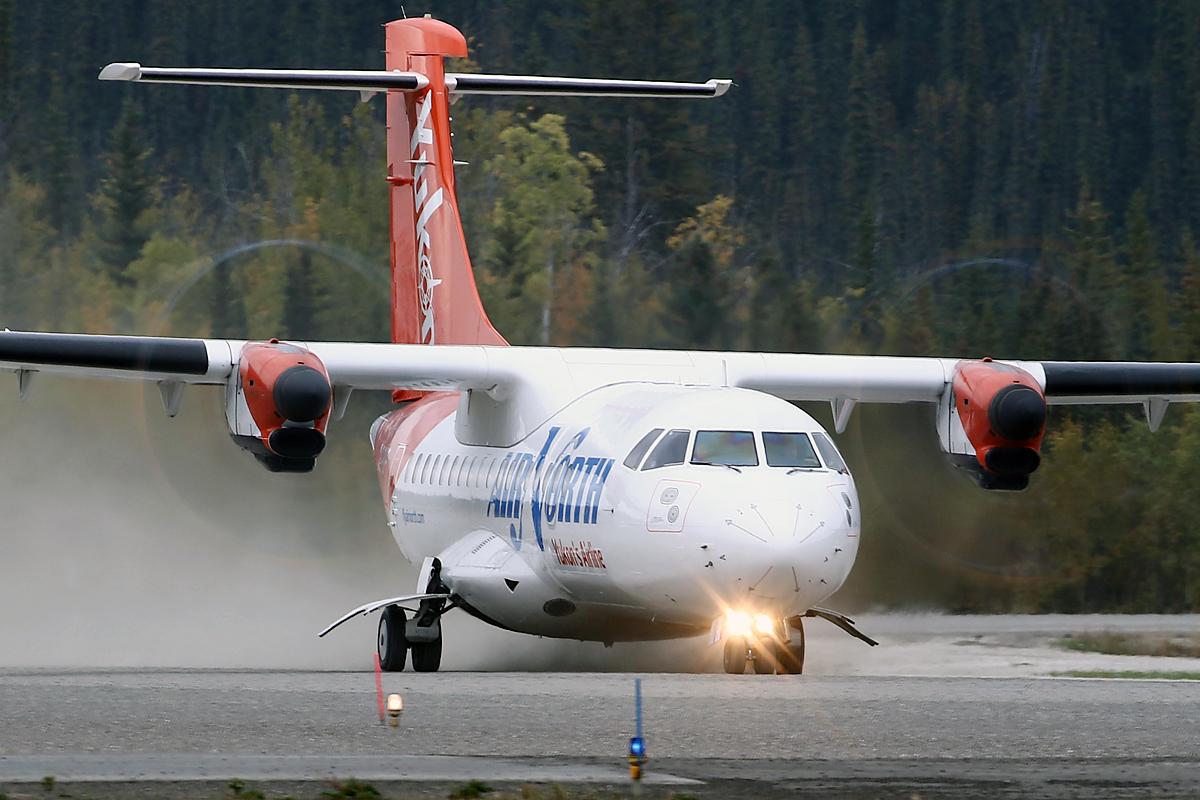
Un ATR 42-300.

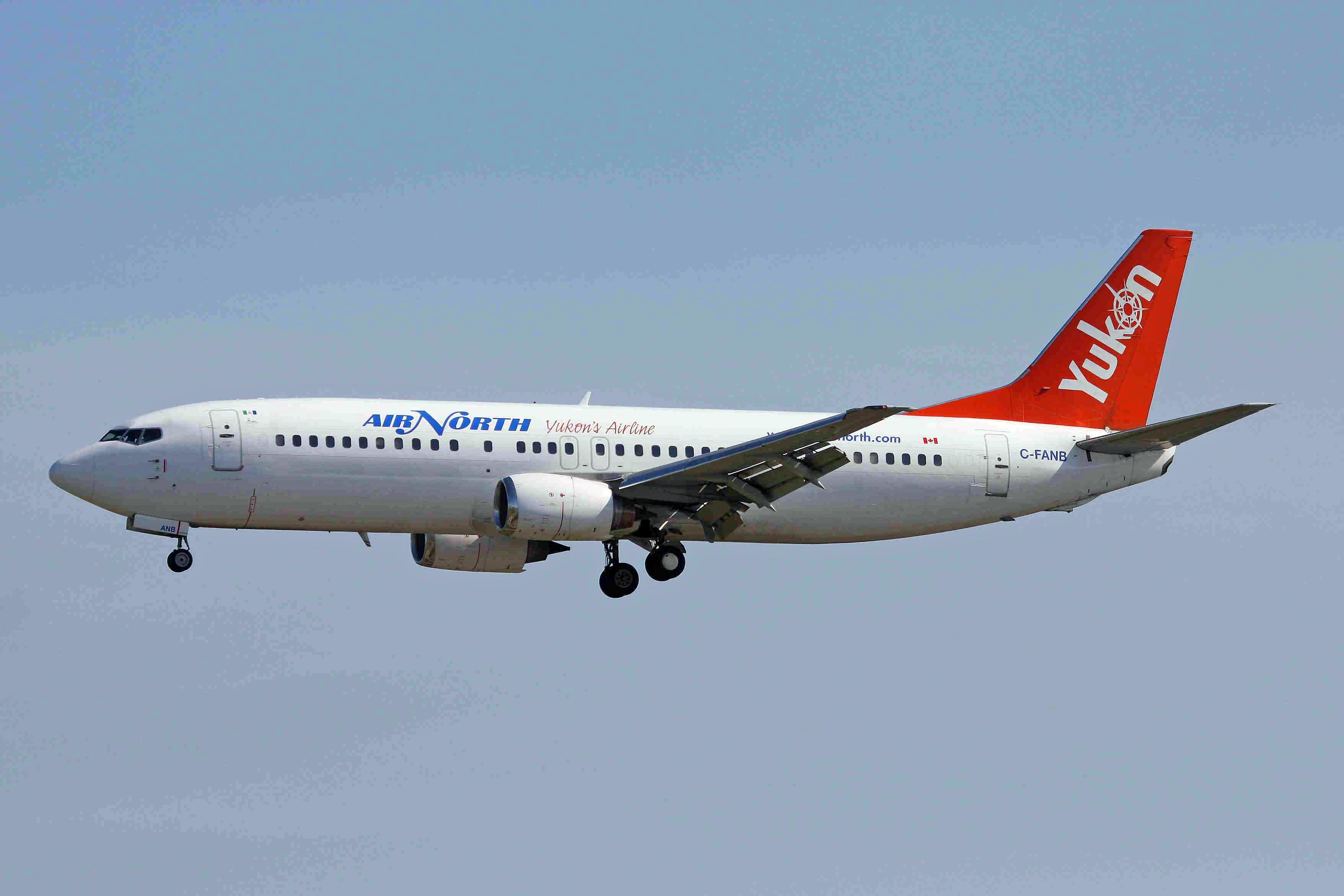
Un Boeing 737-400.

A dicembre 2022 la flotta di Air North è così composta:

### Flotta storica

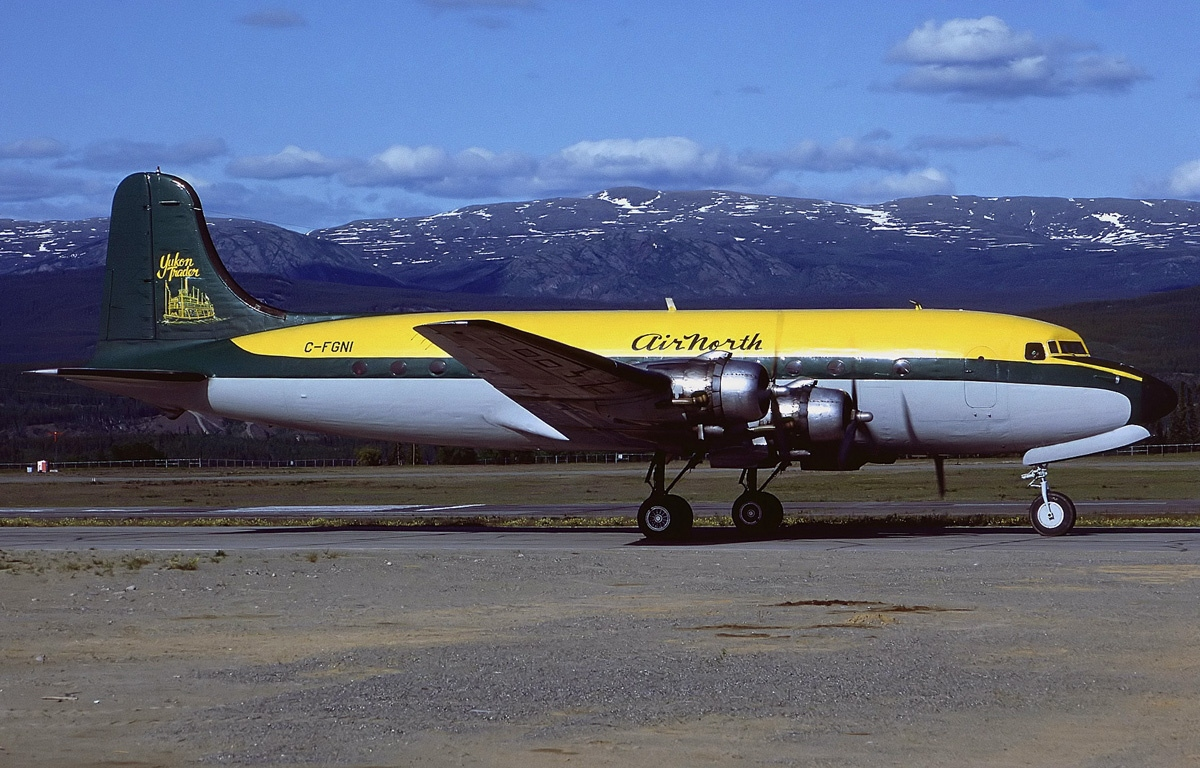
Un Douglas DC-4.

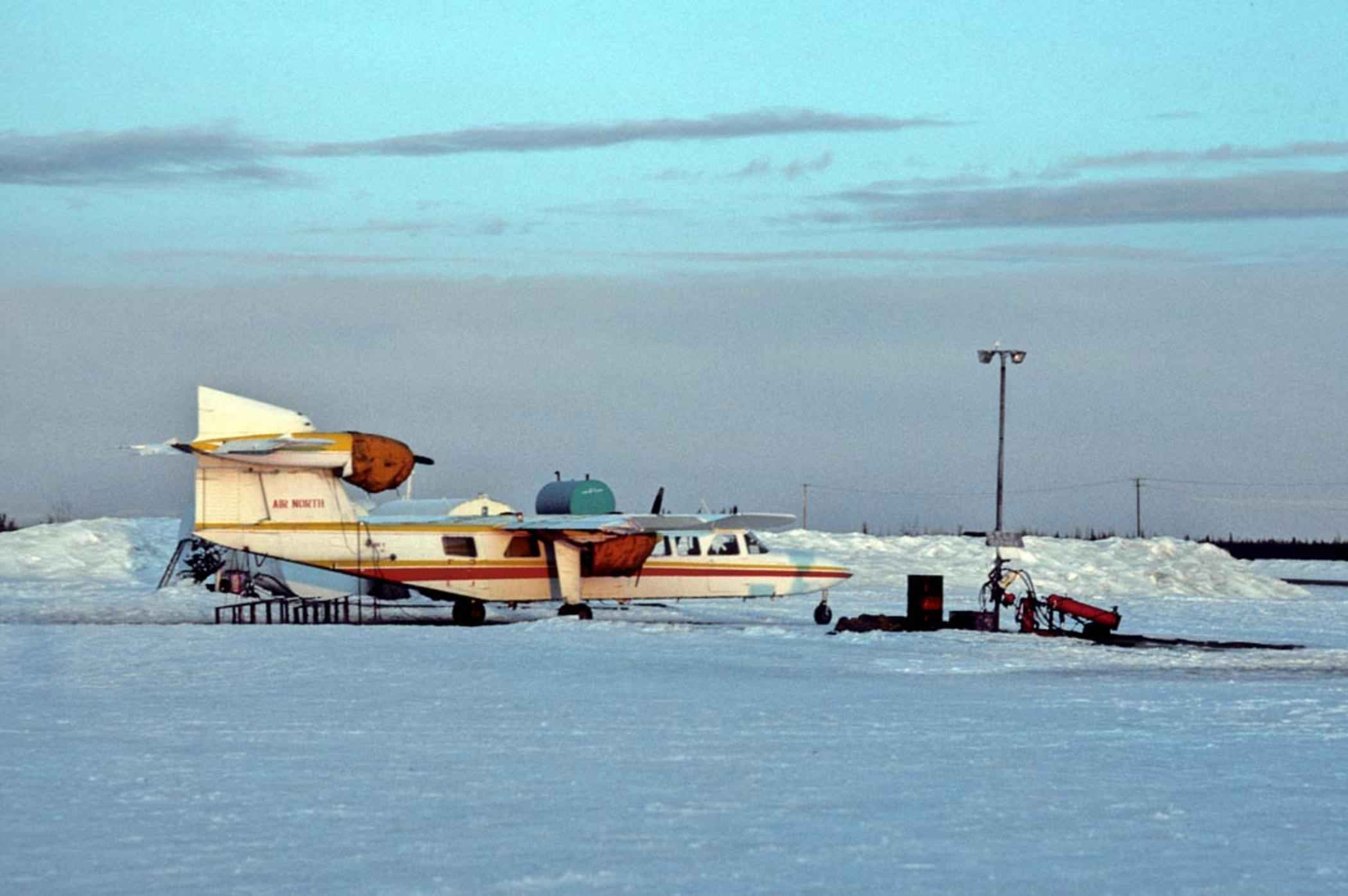
Un Britten-Norman Islander.

Nel corso degli anni Air North ha operato con i seguenti modelli di aeromobili:
- Beechcraft Model 18
- Beechcraft Queen Air
- Beechcraft Model 99
- Boeing 737-200Adv
- Britten-Norman Islander
- Cessna 150
- Cessna 172
- Cessna 185
- Cessna 206
- Cessna Skymaster
- de Havilland Beaver
- de Havilland Caribou
- de Havilland Otter
- Douglas DC-3
- Douglas DC-4
- Fairchild F-11 Husky

## Curiosità

Due concorrenti si esibiscono sull'ala di un DC 3

Nel 1985 l'aerolinea fu tra gli sponsor di una curiosa competizione locale: "Miss cicciottella dell'Artico".Vi partecipò un inaspettato numero di concorrenti provenienti dallo Yukon, dai Territori del Nord-Ovest (N.W.T.), dalla British Columbia e addirittura dalla vicina Alaska. La gara terminò con un niente di fatto per disaccordi tra i componenti della giuria che volevano imporre la pesata delle concorrenti come condizione prioritaria.